# Рождественский сельсовет (Лотошинский район)
Рождественский сельсовет — упразднённая административно-территориальная единица, существовавшая на территории Тверской губернии и Московской области до 1939 года.
Боровский сельсовет до 1929 года входил в Микулинскую волость Тверского уезда Тверской губернии. В 1929 году Боровский с/с был переименован в Рождественский сельсовет и отнесён к Лотошинскому району Московского округа Московской области.
17 июля 1939 года Рождественский с/с был упразднён. При этом селения Рождество и Хилово были переданы в Федосовский с/с, а Хмелевки — в Кельевский с/с.